# Einar "Stor-Klas" Svensson

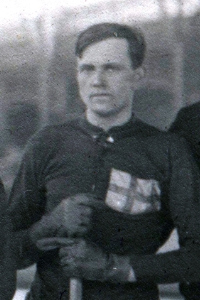
Einar Svensson under de Olympiska spelen 1920.

Einar "Stor-Klas" Svensson, född den 27 september 1894, död 20 mars 1959, var en svensk bandy-, ishockey- och fotbollsspelare, samt tränare.
Einar "Stor-Klas" Svensson spelade ishockey, bandy och fotboll för IK Göta. I ishockey blev han svensk mästare inte mindre än sju gånger (1922, 1923, 1924, 1927, 1928, 1929 och 1930). Han vann skytteligan åren 1923 och 1927. I bandy vann han SM-guld 4 gånger med IK Göta (1925, 1927, 1928, 1929).
Han deltog i svenska ishockeylandslagets första internationella turnering under de olympiska spelen 1920 där laget slutade på en överraskande fjärde plats. I avslutningsmatchen mot Kanada, där Kanada vann med hela 12–1, gjorde han Sveriges enda mål i matchen, som också var det enda insläppta målet av Kanada under turneringen. 1921 och 1923 blev han europeisk mästare i ishockey. Han blev Stor grabb nummer 2 i ishockey.
Einar "Stor-Klas" Svensson agerade tränare i både fotboll och bandy. Han tränade fotbollslag i Edsbyn på 1920-talet och fick spelarna intresserade för bandy. Han var damtränare för IK Göta, som då gått samman med Stockholms Kvinnliga Bandyklubb, på slutet av 1920-talet. Efter sin aktiva karriär blev Einar "Stor-Klas" Svensson tränare för Djurgårdens IF:s fotbollslag 1935 till 1944. Under denna period var han med om att tillsammans med Gustaf "Lulle" Johansson, f.d. framgångsrik ishockeyspelare för IK Göta, nystarta Djurgården Hockey som var insomnat mellan åren 1934 till 1938.